# Maria Mittet
Maria Haukaas Mittet (født 3. august 1979), oprindelig Maria Haukaas Storeng, er en norsk sangerinde. Hun er født i Finnsnes ved Troms, Norge.
Hun blev kendt nationalt ved hendes deltagelse i det norske Idols (talentshow) og internationalt som Norges repræsentant ved Eurovision Song Contest 2008.

## Biografi
Hendes første optræden var som 11-årig, hvor hun havde hovedrollen i musicalen Annie ved dens opsætning i Bergen i 1991. Familien flyttede til Oslo, hvor musicalen også skulle opsættes og efterfølgende tilbage til Troms.
I 2004 deltog hun i den norske udgave af Idols, hvor hun sluttede på en 6. plads. Året efter udgav hun sit første album Breathing, som nåede op som nr. 13 på den norske hitliste.

### Eurovision Song Contest 2008
Maria deltog ved de indledende runder ved det norske Melodi Grand Prix med sangen Hold on be strong. Hun gik videre til finalerunden den 9. februar og fik her de fleste stemmer af både jury og seere og blev dermed Norges repræsentant til Eurovision Song Contest, der skulle afholdes i Beograd, Serbien. Her blev hun i semifinalen stemt ind som nr. 4 og i finalen den 24. maj blev hun nr. 5.
Kort forinden deltagelsen ved Eurovision Song Contest, havde Maria udgivet hendes andet album Hold On Be Strong, der nåede placering som nr. 1 på den norske hitliste.
Hold on be strong-singlen blev desuden nr. 8 på den svenske hitliste og nr. 37 på den danske hitliste.

### Melodifestivalen 2009
Maria deltog også ved det svenske Melodifestivalen i 2009. Her dannede hun par med Anna Sahlene til sangen Killing me tenderly. De nåede dog ikke videre fra den indledende runde, men singlen nåede en 10. plads på den svenske hitliste.

### Melodi Grand Prix 2010
Maria deltog atter ved det norske Melodi Grand Prix i 2010. Denne gang blev hun dog ikke placeret blandt de bedste, men nåede en 14. plads på den norske hitliste med singlen Make My Day.

## Diskografi

### Albums
- Breathing (2005)
- Hold On Be Strong (2008)
- Make My Day (2010)

### Singler
- Breathing (2004)
- Should've (2005)
- Nobody Knows (2006)
- Hold On Be Strong (2008)
- Mine All Mine (2008)
- Lazy (2008)
- Killing Me Tenderly (2009)
- Make My Day (2010)
- Precious To Me (2010)